# Solt Pál
Solt Pál (Szentendre, 1937. október 3. –) magyar jogász, bíró. 1989-ben az Alkotmánybíróság egyik alapító tagja, majd 1990 és 2002 között a Legfelsőbb Bíróság elnöke.

## Életpályája
Az Apáczai Csere János Gyakorlógimnáziumban érettségizett, majd 1956-ban kezdte meg tanulmányait az Eötvös Loránd Tudományegyetem Jogtudományi Karán, ahol 1960-ban szerzett jogi doktorátust. Diplomája megszerzése után a Pesti Központi Kerületi Bíróság (PKKB) fogalmazója lett, majd 1964-ben megkapta bírói kinevezését. 1966-ban a Legfelsőbb Bíróság titkárságának vezetője lett. 1971-ben vissza kívánt térni a bírói karba a Fővárosi Bírósághoz, de ez Szakács Ödönnek, a Legfelsőbb Bíróság elnökének  és Korom Mihály igazságügy-miniszternek az ellentéte miatt meghiúsult. Ehelyett elfogadta a Pénzügyminisztérium jogi osztályának ajánlatát, és nyolc évig annak munkatársa volt. 1980-ban vették vissza a Legfelsőbb Bíróságra bíróként, ahol polgári ügyszakos bíró volt. 1987 és 1989 között az iparjogvédelmi és szerzői jogi tanács elnökeként dolgozott.
1989-ben Sólyom László javaslatára az akkor megalakult Alkotmánybíróság tagjává választotta az Országgyűlés. Megbízatása csak hét hónapig tartott, 1990-ben megválasztották korábbi munkahelye, a Legfelsőbb Bíróság elnökévé, mely tisztségében 1996-ban megerősítették. Ilyen minőségében az 1997-ben alakult Országos Igazságszolgáltatási Tanács elnöke is volt. Mindkét mandátuma 2002-ben járt le, utána 2007-es nyugdíjazásáig tanácselnök bíróként, ill. 2005-től a Polgári Kollégium elvi csoportjának vezetőjeként dolgozott a Legfelsőbb Bíróságon.
2006-ban a bíróképzésért felelős Magyar Bíróképző Akadémia igazgatójává választották. 2007-ben a Magyar Köztársasági Érdemrend középkeresztje a csillaggal kitüntetésben részesült.

## Közéleti pályafutása
Politikai szerepvállalása nem volt. 1992-ben az ENSZ Emberi Jogi Bizottságának elnöke volt, illetve 2003 és 2004 között a Köztársasági Etikai Tanács elnöki tisztségét töltötte be.

## Sportpályafutása
1958-ban a BEAC igazolt kézilabdázója lett, ahol a nemzeti bajnokságban kapusposzton játszott. Később az egyesület társadalmi elnökévé választották.

## Interjúk
- "Asztali beszélgetések...3 - Közös örökségünk" - Gáncs Péter és Solt Pál disputája - szerk: Galambos Ádám; Luther Kiadó (2009)